# Риччио, Дэн
Дэн Риччио (англ. Dan Riccio) — американский топ-менеджер. Бывший старший вице-президент по разработке аппаратного обеспечения компании Apple Inc (2012—2021), заменивший на этом посту Боба Мансфилда.

## Биография

### Образование
Риччио получил степень бакалавра в области машиностроения в Университете Массачусетса — Амхерст в штате Массачусетс.

### Карьера
До Apple, Дэн работал в компании Compaq, старшим менеджером по аппаратной разработке, где он был ответственным за проектирование и разработку аппаратного обеспечения потребительских ПК компании Compaq.
Дэн пришел в Apple в 1998 году и стал вице-президентом по проектированию продуктов, а в 2010 году был назначен вице-президентом по разработке аппаратного обеспечения iPad.
Дэн имеет опыт работы в качестве лидера в командах, которые занимались работой над такими проектами, как Mac, iPod, iPhone и iPad. Дэн Риччио был одной из ключевых фигур во время разработки многих аппаратных продуктов компании, но свою самую главную роль сыграл во время работы над проектом Apple iPad, в котором он руководил командой инженеров при разработке аппаратного обеспечения всех поколений планшетного компьютера Apple, начиная с самого первого.
28 июня 2012 года Apple объявила об отставке старшего вице-президента по разработке аппаратного обеспечения Боба Мансфилда, на замену которому был назначен Дэн Риччио. Но официально на посту старшего вице-президента по разработке аппаратного обеспечения продукции Apple с прямым подчинением гендиректору Тиму Куку он был утверждён только лишь спустя два месяца — 27 августа 2012 года.
С января 2021 года ушёл с должности старшего вице-президента по разработке аппаратного обеспечения и был переведён на новую должность вице-президента по инженерным вопросам Apple, где он сосредоточится на секретном проекте под личным руководством Тима Кука.
Чуть позже в феврале 2021 года стало известно, что Риччио возглавил команду проекта новой гарнитуры смешанной реальности который перешёл на следующую фазу разработки, когда её начали превращать в реальный продукт. В итоге гарнитура Apple Vision Pro была представлена в июне 2023 года на WWDC 2023.